# Estación Las Flores (Uruguay)
Estación Las Flores es una localidad uruguaya del departamento de Maldonado, y forma parte del municipio de Solís Grande.

## Ubicación
La localidad se encuentra localizada en la zona suroeste del departamento de Maldonado, al sur de la ruta Interbalnearia en su km 88, y en la intersección de ésta con la ruta 71. La localidad dista 2 km del balneario Las Flores, mientras que la ciudad de Piriápolis se localiza a 10 km.

## Historia
La localidad fue elevada a la categoría de pueblo por ley 13.167 del 15 de octubre de 1963.

## Población
Según el censo de 2011 la localidad contaba con una población de 241 habitantes.
| 506           | 401 | 350 | 380 | 400 | 397 |
| (Fuente: INE) |     |     |     |     |     |